# Malu Dreyer
Marie Luise Dreyer, detta Malu (Neustadt an der Weinstraße, 6 febbraio 1961), è una politica tedesca.

## Biografia
Dal 1980 al 1990 ha studiato Giurisprudenza all'Università Johannes Gutenberg di Magonza. È una rappresentante del Partito Socialdemocratico di Germania (SPD). Dopo aver governato in una Alleanza rossoverde dal 2013 al 2016, è stata a capo del primo gabinetto di un governo rosso-giallo-verde dal 18 maggio 2016 (alleanza di SPD, FDP e Verdi, nota come "coalizione semaforo"). Nel governo dello stato della Renania-Palatinato in precedenza era stata Ministro degli affari sociali, del lavoro e della famiglia dal marzo 2002.
La Dreyer è anche stata presidente della commissione radiotelevisiva degli stati federali e presidente del consiglio di amministrazione della ZDF. È anche membro del Senato della Società Max Planck. È stata presidente del Bundesrat dal 1º novembre 2016 al 31 ottobre 2017. Dopo le dimissioni di Andrea Nahles, ha guidato provvisoriamente l'SPD da giugno a dicembre 2019, fino all'elezione dei nuovi presidenti Saskia Esken e Norbert Walter-Borjans. Da dicembre 2017 a dicembre 2019 è stata vice presidente federale del suo partito.

## Vita privata
Malu Dreyer è sposata dal luglio 2004 con Klaus Jensen, che è stato precedentemente Segretario di Stato in Renania-Palatinato e sindaco di Treviri dal 2007 al 2015. Cattolica osservante, vive con il marito a Schammatdorf, vicino all'Abbazia benedettina di San Mattia a Treviri.
Nel 1995 le è stata diagnosticata la sclerosi multipla, motivo per cui dipende da una sedia a rotelle per distanze più lunghe. Tra le altre cose, è patrona di TAG Trier, un progetto per chi come lei soffre di sclerosi multipla.